# Groupe Les Indépendants – République et territoires (franske senat)
Gruppen de uafhængige – Republik og territorier (fransk: Groupe Les Indépendants – République et territoires) (LIRT) er en gruppe i det franske senat, der blev dannet i 2017.

## Sammensætning
Gruppen har 13 medlemmer. Fordelingen er 4 fra Agir, 2 fra den radikale bevægelse, 2 fra UDI, én fra den liberale og moderate bevægelse og 4 fra det uafhængige højre.